# Kip Thorne
Kip Stephen Thorne (Logan, 1º giugno 1940) è un fisico teorico statunitense, specializzato in fisica della gravitazione e astrofisica e uno dei maggiori esperti mondiali di relatività generale.
Nel 2017 ha ricevuto,  insieme a Rainer Weiss e Barry Barish, il Premio Nobel per la fisica per il rilevamento delle onde gravitazionali.

## Biografia
Professore di fisica teorica al California Institute of Technology, ha compiuto studi sui buchi neri, le stelle di neutroni, i cunicoli spazio-temporali, le onde gravitazionali e i gravitoni. È conosciuto soprattutto per le teorie riguardo alla possibilità di viaggi nel tempo tramite cunicoli spazio-temporali, per la congettura del cerchio sulla singolarità dei buchi neri e per gli studi sulla loro entropia. Ha inoltre cercato di applicare la teoria delle p-brane ai buchi neri. Nel 1984 ha fondato il progetto LIGO, che ha portato, in collaborazione con VIRGO, al primo rilevamento sperimentale delle onde gravitazionali nel 2016.
È anche un fautore delle teorie riguardanti l'esistenza della materia esotica antigravitazionale, elemento che potrebbe far aprire cunicoli spazio-temporali. Secondo tale teoria l'antigravità corrisponderebbe a un campo di quintessenza presente nel vuoto quantistico. Ha collaborato con altri importanti fisici, come Stephen Hawking e John A. Wheeler.
Ha scritto il saggio di divulgazione scientifica Buchi neri e salti temporali. L'eredità di Einstein. È stato produttore esecutivo e consulente scientifico del film Interstellar del 2014; i software di rendering grafico utilizzati per la realizzazione della pellicola sono stati realizzati proprio a partire dalle equazioni elaborate da Thorne. Nel 2025 è stato pubblicato il libro Il lato curvo dell'universo. Un'odissea tra buchi neri, wormhole, viaggi nel tempo e onde gravitazionali con illustrazioni dell'artista Lia Halloran.

## Riconoscimenti
- Nel 1996 gli è stata assegnata la Medaglia Karl Schwarzschild.
- Nel 1996 ha ricevuto il Julius Edgar Lilienfeld Prize[1].
- Nel 2009 ha ricevuto la Medaglia Albert Einstein.
- Nel 2010 gli è stata assegnata la UNESCO's Niels Bohr Gold Medal[2].
- Nel 2013 ha ricevuto il Vollum Award[3].
- Nel 2017 ha ricevuto il Premio Principessa delle Asturie (Ricerca scientifica e tecnica) (assieme a Rainer Weiss e Barry Barish).[4]
- Nel 2017 ha ricevuto il Premio Nobel per la fisica.

## Opere
- (EN) Misner, Thorne, Wheeler, Gravitation, Freeman, 1973
- Buchi neri e salti temporali. L'eredità di Einstein, Roma, Castelvecchi Editore, ISBN 9788869441127
- Kip Stephen Thorne, Christopher Nolan, Viaggiare nello spazio-tempo. La scienza di Interstellar, Bompiani, 2018.

## Filmografia

### Attore

#### Televisione
- Ha interpretato sé stesso nell'episodio 12x18 della serie tv The Big Bang Theory[5]

### Consulente scientifico

#### Cinema
- Contact, regia di Robert Zemeckis (1997)
- Interstellar, regia di Christopher Nolan (2014)